# Shambala
|  | No s'ha de confondre amb Shambhala. |

El shambala o shambaa és una llengua bantu de Tanzània. El shambala, també kishambala, (ki)sambaa, (ki)shambaa, és parlada pels shambaa a les Muntanyes Usambara als districtes de Lushoto i Muheza, a la regió de Tanga, al nord de Tanzània. Hi ha certes variant dialectals entre la llengua parlada a l'àrea al voltant de Lushoto i les àrees al voltant de Mlalo i Mtae, possiblement també entre els shambaa de les Muntanyes Usambara Occidentals i les Muntanyes Usambara Orientals.